# Cancellariinae
Cancellariinae is een onderfamilie van weekdieren uit de klasse van de Gastropoda (slakken).

## Geslacht
- Agatrix Petit, 1967